# Puçol
Puçol, en valencien et officiellement, (Puzol en castillan), est une commune d'Espagne de la province de Valence dans la Communauté valencienne. Elle est le chef-lieu de la comarque de l'Horta Nord. Elle est située dans la zone à prédominance linguistique valencienne.
On les appelle les puçolencosos. Il y a aussi la mer Méditerranée qui passe proche du village.

## Géographie

Localisation de Puçol
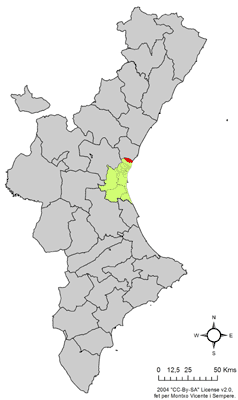
dans la Communauté valencienne.
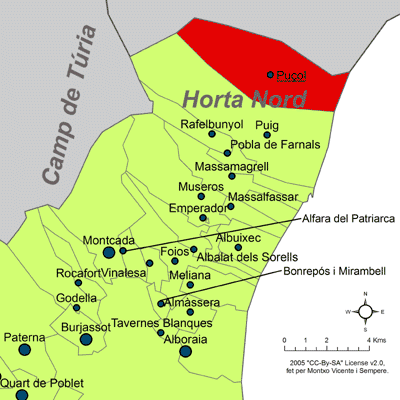
dans la comarque de l'Horta Nord.

### Localités limitrophes
Le territoire communal de Puçol est voisin de celui des communes de Sagonte et El Puig de Santa Maria. La ville est située sur la côte ouest de la Mer Méditerranée.

## Histoire

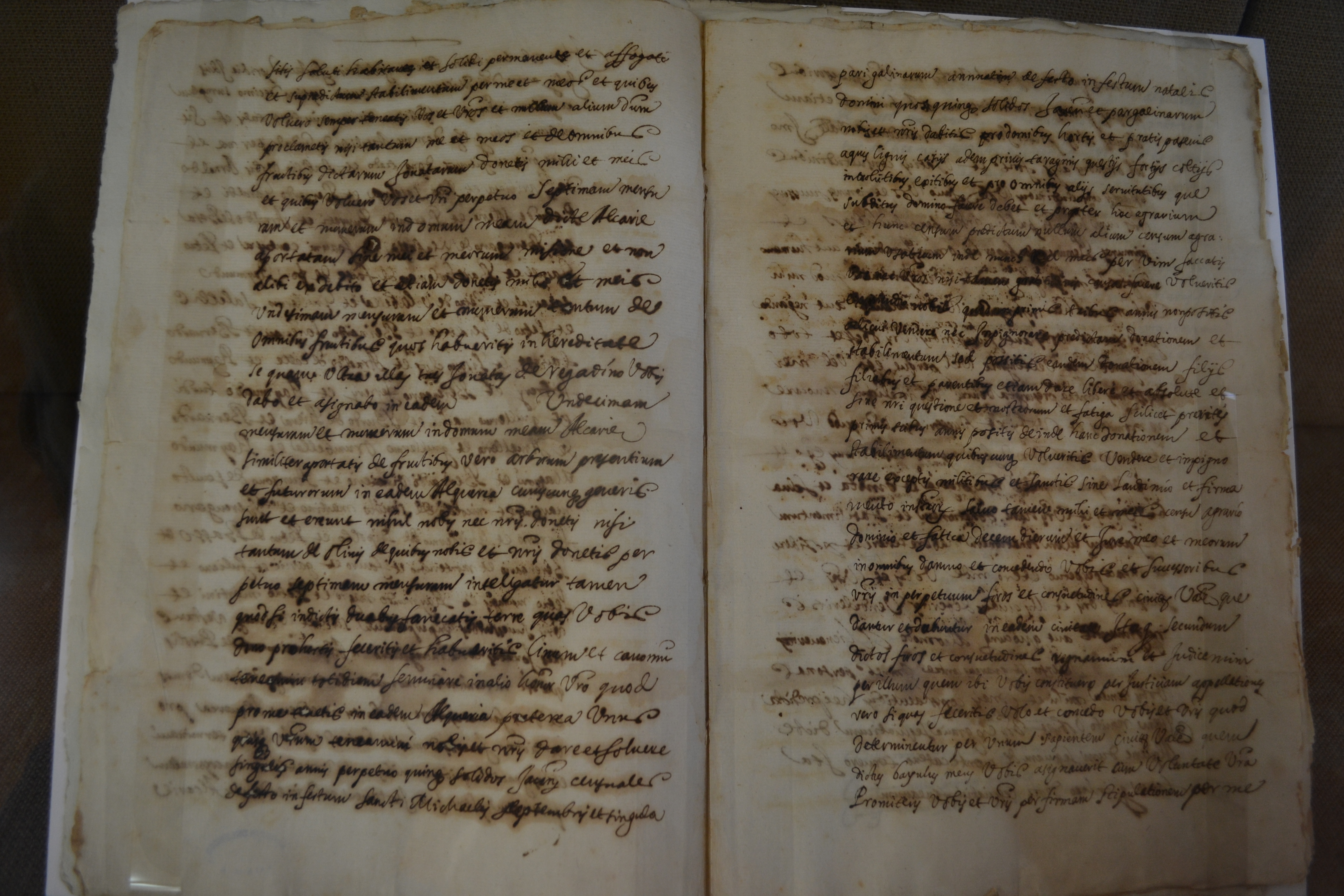
Charte de peuplement de Puçol (1317).

## Démographie
| 1857  | 1887  | 1900  | 1910  | 1920  | 1930  | 1940  | 1950  | 1960  | 1970  | 1981   | 1991   | 1996   | 2001   | 2006   |
| ----- | ----- | ----- | ----- | ----- | ----- | ----- | ----- | ----- | ----- | ------ | ------ | ------ | ------ | ------ |
| 3 113 | 3 043 | 3 702 | 4 028 | 4 110 | 4 562 | 4 959 | 5 456 | 6 984 | 9 647 | 11 466 | 12 432 | 13 662 | 14 965 | 17 249 |

## Administration
Liste des maires, depuis les premières élections démocratiques.
| Législature | Nom du maire                               | Parti politique               |
| ----------- | ------------------------------------------ | ----------------------------- |
| 1979-1983   | Jose Vicente Cuello                        | PSPV-PSOE                     |
| 1983-1987   | Jose Vicente Cuello                        | PSPV-PSOE                     |
| 1987-1991   | Jose Vicente Cuello                        | PSPV-PSOE                     |
| 1991-1995   | Jose Vicente Cuello                        | PSPV-PSOE                     |
| 1995-1999   | Jose Maria Iborra                          | PSPV-PSOE                     |
| 1999-2003   | Jose Maria Iborra                          | PSPV-PSOE                     |
| 2003-2007   | Jose Maria Iborra — Juan Manuel Busto Díaz | PSPV-PSOE — EUPV-ENTESA       |
| 2007-2011   | Mariano Sanchís Jose Vicente Martí         | PP PSPV-PSOE, PAVALUR et EUPV |

## Jumelage
- Puçol est jumelée avec la ville française de Noisiel (Seine-et-Marne).

### Sources
- (es) Cet article est partiellement ou en totalité issu de l’article de Wikipédia en espagnol intitulé « Puzol » (voir la liste des auteurs).
- (es) Varaciones de los municipios de España desde 1842, Ministerio de administraciones públicas, octobre 2008, 364 p. (lire en ligne) [PDF]